# Storfjord
Storfjord è un comune norvegese della contea di Troms. Confina sia con la Finlandia che con la Svezia.